# Tarnowica Polna (gmina)
Tarnowica Polna – dawna gmina wiejska w powiecie tłumackim województwa stanisławowskiego II Rzeczypospolitej. Siedzibą gminy była Tarnowica Polna.
Gminę utworzono 1 sierpnia 1934 r. w ramach reformy na podstawie ustawy scaleniowej z dotychczasowych gmin wiejskich: Bohorodyczyn, Hostów, Konstantynówka, Korolówka, Krzywotuły Nowe, Przybyłów, Targowica, Tarnowica Polna i Zakrzewce.
Po II wojnie światowej obszar gminy znalazł się w ZSRR.